# Raúl Cavalleri
Ángel Raúl Cavalleri (Rosario, 20 de marzo de 1951), es un exentrenador y exfutbolista argentino nacionalizado venezolano.
Inició su carrera deportiva en el Club Deportivo Argentino Morning Star de Rosario, Argentina. En 1970 cuando contaba con 17 años de edad, se une a las categorías juveniles del Club San Lorenzo de Almagro. Dio el paso a la categoría profesional en 1971 con el club Gimnasia y Esgrima La Plata. En 1973 abandona Argentina para tener una pasantía en el fútbol chileno con el club Deportes Concepción. Luego fue a Bolivia donde tuvo una pasantía de cuatro años. En 1977 llega a Venezuela para jugar con el desaparecido Barquisimeto Fútbol Club.

## Carrera como entrenador
Ese mismo año, inicia su carrera como técnico en el Barquisimeto Fútbol Club, convirtiéndose en asistente técnico del entrenador chileno Francisco Hormazábal quien venía de quedar campeón con Independiente Medellín de Colombia. Tiempo después se convierte en el entrenador de la Unión Española de Lara (antiguo Barquisimeto Fútbol Club).
En 1996 dirige al equipo Minervén Bolívar Fútbol Club, donde consigue su primer título al resultar campeón de la Primera División Venezolana 1995/96. Dos años más tarde dirige al Deportivo Táchira Fútbol Club. Para la temporada 1998/99 de la Primera División de Venezuela, consigue su segundo título con el Deportivo Italchacao. Años más tarde, tuvo pequeñas pasantías con los equipos Minervén, Deportivo Italia, y Aragua Fútbol Club.

## Palmarés

### Como entrenador

#### Campeonatos nacionales
| Título           | Club                   | País      | Año     |
| ---------------- | ---------------------- | --------- | ------- |
| Primera División | Minervén               | Venezuela | 1995/96 |
| Torneo Clausura  | Unión Atlético Táchira | Venezuela | 1998    |
| Torneo Clausura  | Deportivo Italchacao   | Venezuela | 1999    |
| Primera División | Deportivo Italchacao   | Venezuela | 1998/99 |

## Vida personal
Luego de su paso como jugador por Bolivia, se radicó definitivamente en Venezuela en 1977. Se casó con una venezolana y armó familia en el país.